# عبدالرحمن العبنودی
عبدالرحمن العبنودی (به انگلیسی: Abdel Rahman el-Abnudi) شاعر مصری (۱۱ آوریل ۱۹۳۸ – ۲۱ آوریل ۲۰۱۵).

## زندگی‌نامه
وی در روستای آبنود از توابع قنا به دنیا آمد او اولین شعرهای خود را در سال ۱۹۵۸ در دوران دبیرستان سروده است او به قاهره سفر کرد، جایی که اولین آثارش در هفته نامه صباح الخیر منتشر شد در سال ۱۹۶۱ به قاهره نقل مکان کرد و در آنجا به عنوان ترانه‌سرا مشغول به کار شد.